# Andy Wright
Andy Wright é um sonoplasta e diretor de som australiano. Foi indicado ao Oscar de melhor edição de som e ao Oscar de melhor mixagem de som na edição de 2017 pelo filme Hacksaw Ridge.